# Giuseppe Luigi Trevisanato
Giuseppe Luigi Trevisanato (Veneza, 15 de fevereiro de 1801 - Veneza, 28 de abril de 1877) foi um cardeal italiano do século XIX.

## Biografia
Nasceu em Veneza em 15 de fevereiro de 1801. Recebeu o sacramento da confirmação em 21 de novembro de 1808. Ainda criança, sua família mudou-se para a paróquia de S. Stefano; o pároco, Monsenhor Angeli, o encaminhou ao sacerdócio.
Estudou filosofia e teologia no Seminário de Veneza, que acabava de ser reaberto em la Salute ; em 1823, quando ainda estudava teologia, foi chamado para ensinar gramática aos alunos do quarto ano de humanidades, devido à escassez de professores no seminário.
Ordenado em 13 de março de 1824, Veneza, por Giovanni Ladislao Pyrker, patriarca de Veneza. Em Veneza, por muitos anos, professor em seu seminário; professor do Colégio Imperial de Santa Caterina; trabalho pastoral na paróquia de S. Stefano; cônego teólogo de seu cabido catedrático em 1841; examinador prossinodal; censor eclesiástico; presidente da Academia de Teologia Moral S. Maurizio.
Eleito bispo de Verona, em 15 de março de 1852. Promovido à sede metropolitana de Udine, em 27 de setembro de 1852. Consagrado, em 16 de janeiro de 1853, igreja de S. Maria em Vallicella, Roma, pelo cardeal Fabio Maria Asquini, assistido por Gaetano Bedini, arcebispo titular de Tebe, e por Antonio Ligi Bussi, OFMConv., vice-gerente de Roma, arcebispo titular de Iconio. Assistente do Trono Pontifício, 23 de maio de 1854. Transferido para o patriarcado de Veneza, 7 de abril de 1862.
Criado cardeal sacerdote no consistório de 16 de março de 1863; recebeu o chapéu vermelho e o título de Ss. Nereo ed Achilleo, 22 de setembro de 1864. Membro da SS. CC. do Concílio, Cerimonial, Índice e Indulgências e Sagradas Relíquias. Participou do Concílio Vaticano I, 1869-1870. Auxiliou de todas as formas que pôde os patriotas italianos encarcerados pelas tropas austríacas. Ele era um notável orientalista e falava dezenove línguas orientais e antigas.
Morreu em Veneza em 28 de abril de 1877. Exposto na catedral metropolitana e patriarcal de S. Marco e enterrado no cemitério público de S. Michele, Veneza. Pediu para ser enterrado no seminário ao lado de seus predecessores, mas as autoridades civis negaram permissão. Seus restos mortais foram trasladados para a catedral metropolitana e patriarcal de S. Marco, Veneza, em novembro de 1957.